# Arminou-Stausee
Der Arminou-Stausee (englisch Arminou Reservoir, griechisch Τεχνητή Λίμνη Αρμίνου) ist ein künstlicher Stausee im Bezirk Paphos auf Zypern. Der größte Teil des Sees liegt in der Gemeinde Agios Nikolaos, während ein kleiner Teil innerhalb der Verwaltungsgrenzen der Gemeinde Arminou liegt. Er ist Teil des „Southern Pipeline Project“.

## Geschichte
Zur Schaffung des Sees wurde ein Erddamm mit zentralem Tonkern errichtet, dessen Bau im Juli 1995 begann und im Dezember 1998 abgeschlossen wurde. Im selben Monat wurde auch der Stausee in Betrieb genommen. Er hat ein Fassungsvermögen von 4,3 Millionen Kubikmetern Wasser. Das im See gesammelte Wasser stammt aus dem Fluss Dhiarizos. Der See wurde gebaut, um drei Funktionen zu erfüllen: Zum einen für die Umleitung von 15,7 Millionen Kubikmetern Wasser pro Jahr durch einen Tunnel zum Kouris-Stausee, zum anderen für Wasserversorgung und Bewässerung der Flussgebiete, sowie die Anreicherung des unterirdischen Grundwasserleiters stromabwärts des Damms.
Er ist seit dem Tag seiner Erbauung viermal übergelaufen – am 19. Dezember 2012, 6. Januar 2015, 15. Januar 2019 und 7. Januar 2020.

## Fauna
Der Arminou-Stausee ist mit verschiedenen Fischarten bestückt und Amateurangeln ist erlaubt. Im künstlichen See leben Regenbogenforellen, Bachforellen, Karpfen, Koboldkärpflinge, Rotfedern, Brassen und Sonnenbarsche.